# 開高健
開高 健（かいこう たけし、かいこう けん、1930年〈昭和5年〉12月30日 - 1989年〈平成元年〉12月9日）は、日本の小説家。組織と人間の問題を扱った『パニック』『裸の王様』や、ベトナム戦争取材の体験をもとにした『輝ける闇』などがある。また趣味の釣りについて世界各地での体験を綴ったエッセイ『フィッシュ・オン』『オーパ!』などでも知られる。

## 生涯

### 生い立ち
大阪市天王寺区で父・正義、母・文子との間に長男として生まれる。7歳の時に住吉区北田辺（現・東住吉区）へ転居。子供時代は、紙芝居と本が好きで、江戸川乱歩、山中峯太郎、海野十三などを読んでいた。1943年4月に旧制天王寺中学校（現・大阪府立天王寺高等学校）へ入学、勤労動員の合間に内外の文学作品を乱読した。5月に国民学校教頭であった父が死去する。
第二次世界大戦後に旧制大阪高等学校文科甲類（英語）に入学するが、学制改革により1年で旧制高校を修了し、大阪市立大学法文学部法学科（現・法学部）に入学した。リルケ『マルテの手記』や、サルトル『嘔吐』を読んで衝撃を受け、『嘔吐』はその後も繰り返し愛読し、戦後の作家では大岡昇平や武田泰淳をよく読んだ。当時の文学論の仲間に高原慶一朗がおり、大学在学中、谷沢永一主宰の同人誌『えんぴつ』に参加。1951年に処女長編小説『あかでみあ めらんこりあ』を私家版として友人間に配った。またパン焼き工や旋盤見習い工として町工場を転々とした。
1952年1月、同人仲間だった詩人牧羊子（壽屋勤務）と結婚。同年7月13日に、長女開高道子が誕生。1953年2月、大学在学中に洋書輸入商の北尾書店に入社。1953年12月1日に大阪市立大学卒業。

### 作家活動
1954年（昭和29年）2月22日、洋酒会社壽屋（現サントリー）社員であった羊子が育児のため退社するのに伴い、後任者として壽屋宣伝部に中途採用。1956年（昭和31年）には東京支店に配属、文案家（コピーライター）として働き、PR誌『洋酒天国』の編集やウイスキーのキャッチコピー（トリスウイスキーの「人間らしくやりたいナ」が有名）を手がける。『洋酒天国』は開高の編集した4年間で発行部数が1万部から13万部になったまた1954年から「円の破れ目」などの習作を『近代文学』誌に発表。自然主義、心理主義、アナキズムといった潮流に限界を感じ始め、1957年に「シチュエーションの文学」を意図して、野ネズミの大発生を題材にした「パニック」を執筆、佐々木基一の計らいで『新日本文学』に発表され商業誌デビュー、寓話作家とも呼ばれた。続いて伊藤整に始まる「組織と人間」論のモデル作品とも見られる「巨人と玩具」「裸の王様」を発表、「裸の王様」で1958年芥川賞を受賞。これを機に壽屋を退職し（1963年まで嘱託契約）、執筆業に専念する。
遅筆で知られ、受賞後第一作となる「文學界」から依頼された原稿を、締め切り間近になっても上げることができなかった。開高は先に 講談社の『群像』に提出していた原稿を持ち帰り「文學界」に提出してその場を凌いだ。しかし、講談社の怒りを買って絶縁状を叩き付けられ、16年もの間講談社から干されてしまう。大阪の軍需工場跡から鉄屑を持ち出す”泥棒部落”、”アパッチ族”とも呼ばれた集落を取材し、『日本三文オペラ』を発表。
1960年5月30日、中国訪問日本文学代表団（野間宏団長）の一員として大江健三郎らとともに中国を訪れ、毛沢東、周恩来らと会見した。随筆『地球はグラスのふちを回る』では当時の大江とのエピソードが記されている。帰国後またヨーロッパを訪問し、大江健三郎とともにパリでサルトルと面会。
1961年5月12日、徳島ラジオ商殺し事件を題材にした小説『片隅の迷路』の連載を毎日新聞にて開始（同年11月27日まで）。1962年2月、『片隅の迷路』の単行本を刊行。

### ベトナム戦争とベ平連
『週刊朝日』1963年10月4日号からルポルタージュ「ずばり東京」の連載を開始。連載の最終回が見えて来た1964年夏、同誌編集長は「お陰様で『ずばり東京』は大好評でした。今度は世界中どこでも結構です、旅に出て好きなことを書いて下さい」と提案した。開高は「ほな、ベトナムや」と答えた。同年10月24日、連載ルポのため東京オリンピックの閉会式を取材。11月6日号に「ずばり東京」の最終回が掲載される。同年11月中旬、朝日新聞社臨時特派員として、同社のカメラマンの秋元啓一とともに戦時下のベトナムへ出発した。サイゴンのマジェスティック・ホテルを拠点にベトナム共和国軍(南ベトナム軍)に従軍して最前線に出た際、反政府ゲリラの機銃掃射に遭うも生還。総勢200名のうち生き残ったのは17名であった。『朝日新聞』1965年2月16日付夕刊に、「行方不明が伝えられるも、死地を脱出、命からがら15日朝サイゴンに帰着した」との記事が掲載された。
1965年2月24日に帰国。同年3月、週刊朝日の連載に大幅な加筆をした『ベトナム戦記』を発表。同年4月、ベ平連の呼びかけ人に加わった。しかしベ平連内の反米左派勢力に強く反発し脱退、過激化する左派とは距離を置くようになる。その後は保守系の立場をとり、後に谷沢永一や向井敏などの右派系文化人を世に出した。
1968年4月、ベトナム戦争取材の凄烈な体験をもとに執筆した長編小説『輝ける闇』を刊行。『夏の闇』『花終わる闇（未完）』とともに3部作となる。

### 『フィッシュ・オン』

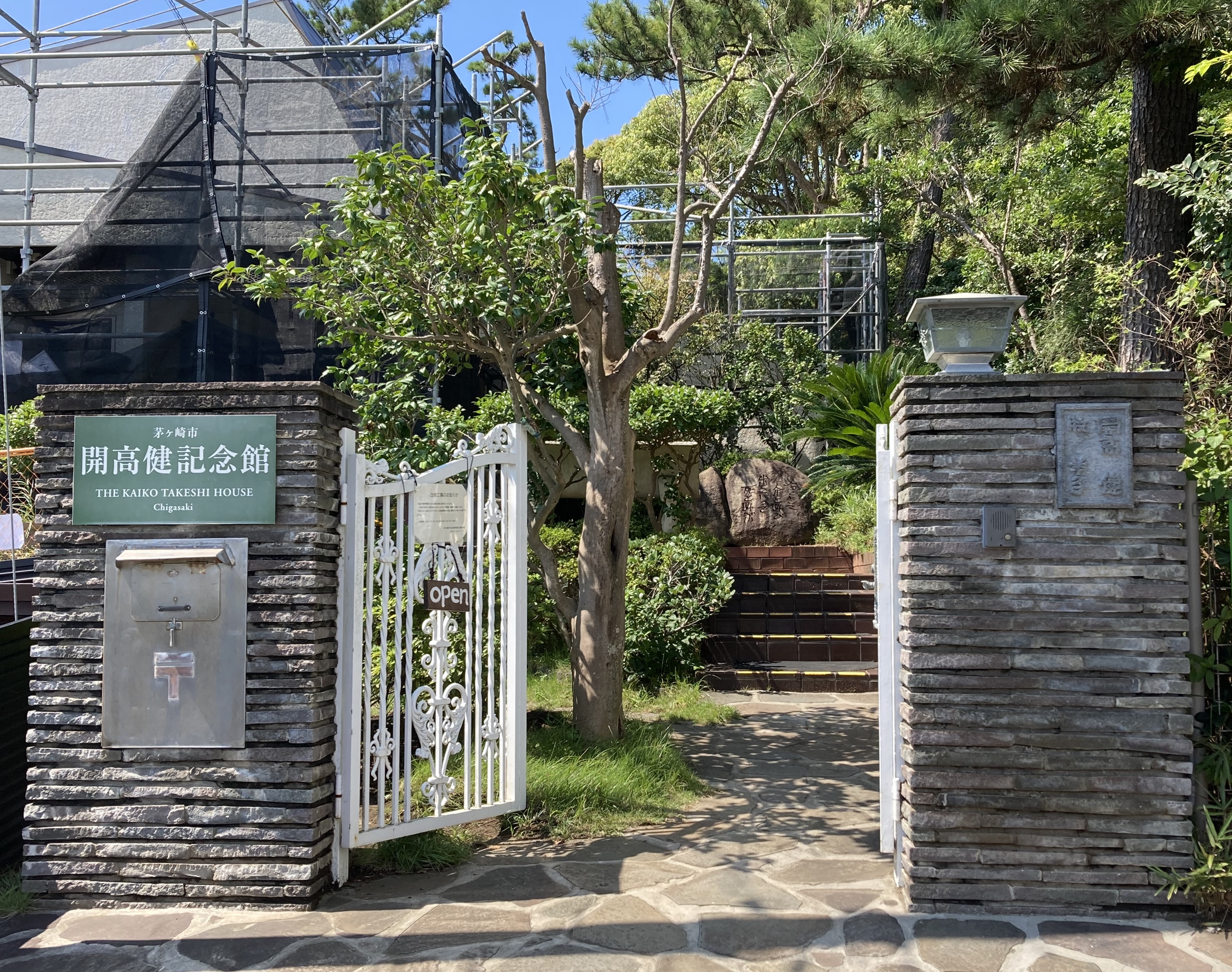
茅ヶ崎市開高健記念館（茅ヶ崎市東海岸南）

『週刊朝日』1970年1月2日号から釣りエッセイ「フィッシュ・オン！」の連載を開始（7月30日号まで）。写真は秋元啓一が担当した。1971年2月、連載をまとめた単行本『フィッシュ・オン』を刊行。熱心な釣師として、日本のほかブラジルのアマゾン川など世界中に釣行し、様々な魚を釣り上げた。そのほか『オーパ！』など釣りをテーマにした作品も多い。現在では浸透している「キャッチ・アンド・リリース（釣った魚を河に戻す）」という思想を広めたのも開高だといわれている。また食通でもあり、食と酒に関するエッセイを多数執筆した。
1971年4月に行われた東京都知事選挙では、社会党・共産党推薦の美濃部亮吉を応援。選挙公報に記された支持者一覧に名を連ねた。
1974年、東京都杉並区から神奈川県茅ヶ崎市東海岸南に移住した。
1982年から『週刊プレイボーイ』の読者からの人生相談コーナー「風に訊け」を連載。この中で、開高健という名前について「一切名詞が入っていない珍しい名前で気に入っている」と綴り、開高健を「かいた、かけん＝書いた?書けん!」と変読みした読者からの投稿を非常に気に入り、度々サインの際に引用していた。
1989年、食道癌の手術後、『珠玉』を脱稿するも東京都済生会中央病院に再入院、食道腫瘍に肺炎を併発し死去。58歳没。墓所は鎌倉・円覚寺塔頭、松嶺院にある。死後、開高の業績を記念して、1992年から2001年までTBSブリタニカ（現阪急コミュニケーションズ）が開高健賞を、2003年から集英社がノンフィクションを対象に開高健ノンフィクション賞を創設した。2000年1月に羊子夫人が没し、その妹により16年間を過ごした邸宅が茅ヶ崎に寄贈され、開高健記念館として開設された。

## 受賞歴
- 1958年 -『裸の王様』で芥川賞。
- 1968年 -『輝ける闇』で毎日出版文化賞。
- 1979年 -『玉、砕ける』で川端康成文学賞。
- 1981年 - 第二十九回菊池寛賞。「ベトナム戦記」から「もっと遠く！」「もっと広く！」に至るルポルタージュ文学確立の功績
- 1987年 -『耳の物語』で日本文学大賞。

## 作品

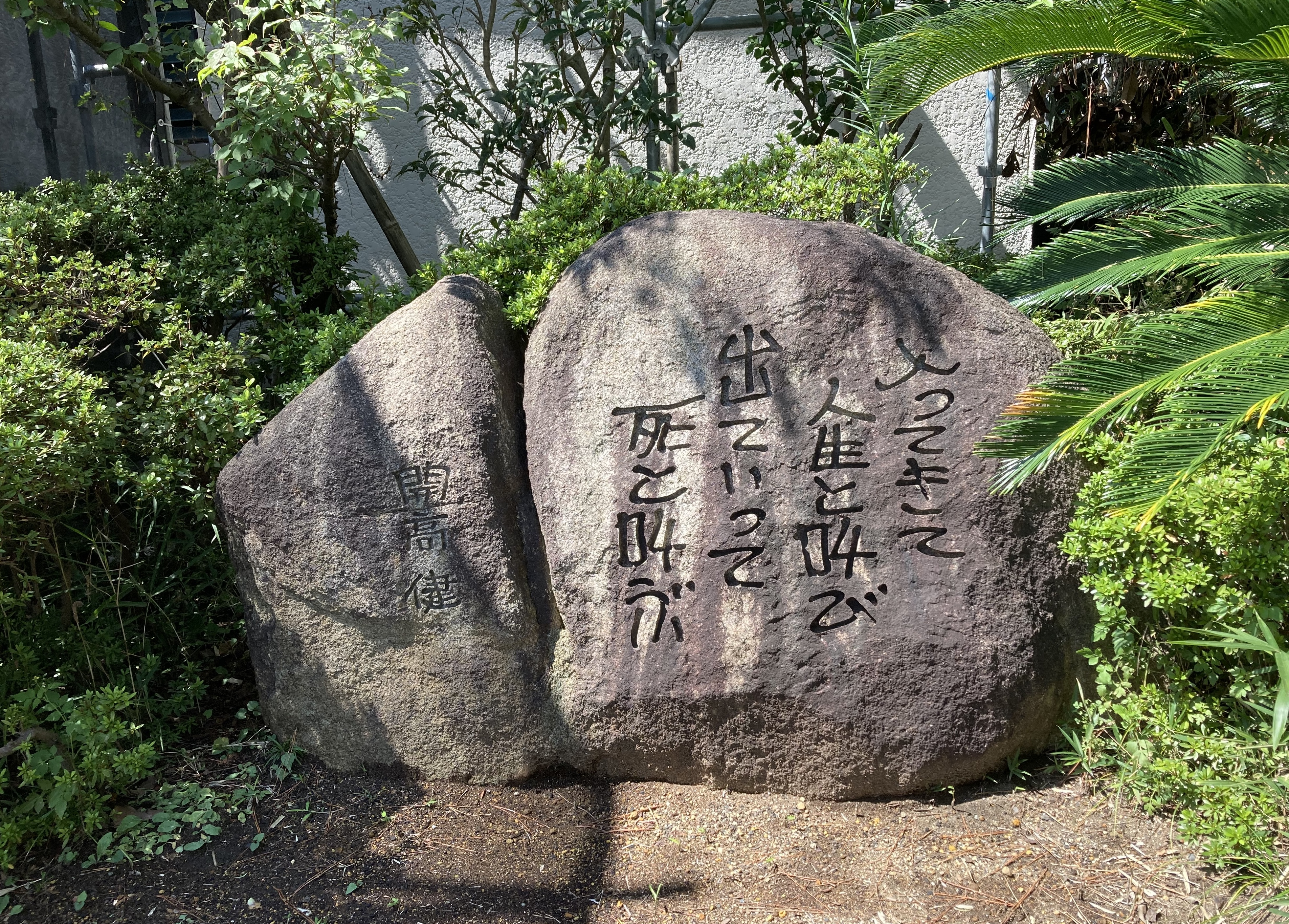
開高健記念館にある石碑「入ってきて人生と叫び 出ていって死と叫ぶ」

### 小説
『パニック』は、笹の開花と野ネズミの大量発生に関する新聞の科学記事を見て、関連資料を調べて執筆した。『パニック』では自然界の物理的エネルギー、『裸の王様』では個人を圧殺する組織のメカニズムに対して、それらに対抗できる人間の生命力を求めた作品となっている。平野謙が「『組織の中の人間』というかつての逃亡奴隷が思ってもみなかった運命にまず着目すること、それ以外に私どもの生き抜く道はあるまい」という発見を述べたのが1955年だったが、これは「開高健のような戦後世代には自明の前提だったのではないか」と佐々木基一は評している。『片隅の迷路』では、徳島ラジオ商殺し事件を取り上げて小説化したが、新聞連載中にアイヒマン裁判が起きたためエルサレムに裁判の傍聴にも行った。
『ベトナム戦記』連載の後、東西に分裂した架空の国を舞台にした寓話の形の『渚から来るもの』を『朝日ジャーナル』で連載し、ルポルタージュ作家としてではなく、開高健が「人間にある闇を見なければならなかった作家」として「決定的に変化し、その作用的結果として書かれた作品」とも評されるが（中田耕治）、自身でこれを「惨敗」として、再度1年かけて書き下ろし、ハイデッガーが現代を表した言葉をタイトルにした『輝ける闇』を執筆した。『輝ける闇』に三島由紀夫は「すべてを想像力で描いたのなら偉いが、現地に行って取材してから書くのでは、たいしたことではない」と評したが、秋山駿はこれを「旧世代の文学観」とし、「現実を見れば見るほど、凝視すればするほど、反って現実の形が解からなくなり、同時に、視ている自分という主体までが混乱し、解体し、訳の分からぬものになってくる」のであり、この作品がそういう認識の変貌を示す新世代の現代文学だと述べている。『ニューヨーク・タイムズ』では『輝ける闇』について「ベトナム戦争の風景が、音が、においが、名手の手で初めて作品化された」「これほどいきいきしたベトナム報道を、私はみたことがない」と書かれ、『夏の闇』の英訳版について英米では安部公房とともに日本で最も重要な作家とも評された。ベトナムにはその後1968年と1973年にも取材に行き、また中東やビアフラ戦争に取材し、それらを題材にした短編は『歩く影たち』に収められている。
『新しい天体』は、「純粋に食べることの快楽を描くのみで長編小説を構築するという破天荒な試み」の「巧緻極まる独創的な文学作品」である「食味小説」といわれる（谷沢永一））。

### ノンフィクション
1963年から『週刊朝日』連載のルポルタージュ『日本人の遊び場』『ずばり東京』の評判が高かったため、『週刊朝日』はベトナム戦争の取材を依頼し、『ベトナム戦記』として連載した。『輝ける闇』執筆の頃から、運動不足解消のために少年時代以来の釣りを始め、日本各地を回るようになり、1968年のヨーロッパ訪問時にボンの釣具店主にルアーフィッシングの手ほどきを受ける。その後の戦争取材を含む海外取材先では釣りも計画に組み込み、カメラマン秋元啓一を同行し、アラスカでの鮭釣りからスウェーデンなどの北欧、ナイジェリア、中東、東南アジアなどを巡り、タイのライ島で桟橋から落ちた時に右足の甲を骨折して帰国、これらの釣りの経験をルポルタージュにして『フィッシュ・オン』として刊行。この『フィッシュ・オン』をサンパウロ大学教授・人文研究所長であった斉藤広志が読み、日本語学校講師をしていた醍醐麻沙夫を通じてアマゾン川での釣りを誘われ、『PLAYBOY』誌の企画として、カメラマン高橋曻を同行してツアーを敢行し、『オーパ!』として連載した。これらは釣りを通じて各土地における「自然を語り、人間を語るすぐれたレポート」（菊谷匡祐）となっている。『オーパ!』は2年間に10万部の売り上げを記録し、高橋曻はこれにより木村伊兵衛写真賞候補となった。
その後『週刊朝日』で南北アメリカ大陸をアラスカからフエゴ島まで9ヶ月かけて縦断し、『もっと遠く!』『もっと広く!』の2冊として刊行。この時はサントリーの佐治敬三にスポンサーになってもらい、テレビCMにも出演した。このCMはアラスカ鉄道の線路で旗を振って列車を止める（フラッグ・ストップ）というもので、これを見て日本の若者たちがアンカレッジにおしかけて真似をしたため、アラスカ鉄道では一時時刻表を変更することになった。それからまた『PLAYBOY』で『オーパ!』のPARTⅡを最後の釣り旅行としてやることになり、『オーパ、オーパ!!』として刊行した。

## 著作

### 小説
（短編※は初出年。長編・作品集は刊行年）
- 『あかでみあ めらんこりあ』私家版 1951。のち角川文庫・改版
- 『裸の王様』文藝春秋新社 1958（「パニック」（『新日本文学』1957年8月）、「巨人と玩具」（『文學界』1957年10月）,「裸の王様」（『文學界』1957年12月）、「なまけもの」収録）、のち『パニック・裸の王様』新潮文庫・改版
- 「流亡記」※1959。「流亡記／歩く影たち」集英社文庫 2020
- 『屋根裏の独白』中央公論社 1959
- 『日本三文オペラ』文藝春秋新社 1959 のち角川文庫、新潮文庫・改版
- 『パニック』パトリア書店 1959
- 『ロビンソンの末裔』中央公論社 1960 のち角川文庫、新潮文庫
- 『片隅の迷路』毎日新聞社 1962（『毎日新聞』1961年5-11月） のち角川文庫、創元推理文庫
- 『見た・揺れた・笑われた』筑摩書房 1964 のち角川文庫
- 『輝ける闇』新潮社 1968　のち文庫・改版。毎日出版文化賞
- 『青い月曜日』文藝春秋 1969　のち文庫、集英社文庫
- 『七つの短い小説』新潮社 1969
- 『夏の闇』新潮社 1972 のち文庫・改版。直筆原稿版2010
- 『新しい天体』潮出版社 1974 のち新潮文庫、光文社文庫、ちくま文庫
- 『歩く影たち』新潮社 1979 のち文庫
- 『渚から来るもの』角川書店 1980（『朝日ジャーナル』1966年1月2日-10月30日） のち文庫
- 『ロマネ・コンティ・一九三五年』文藝春秋 1980 のち文庫・改版。短篇小説全6篇　
  - 「ロマネ・コンティ・一九三五年」※1978
  - 「玉、砕ける」※1978。翌79年に第六回川端康成文学賞
- 『破れた繭 耳の物語1』新潮社 1986 のち文庫、イースト・プレス 文庫、岩波文庫
- 『夜と陽炎 耳の物語2』新潮社 1986 のち文庫、イースト・プレス 文庫、岩波文庫
- 『珠玉』文藝春秋 1990 のち文庫
- 『花終る闇』新潮社 1990 のち文庫
- 『ちくま日本文学全集 開高健』1991、ちくま日本文学・文庫 2008
- 『二重壁・なまけもの 開高健初期作品集』講談社文芸文庫 2004。大岡玲解説
- 『戦場の博物誌 開高健短篇集』講談社文芸文庫 2009
- 『開高健短篇選』岩波文庫 2019。大岡玲編
- 『流亡記／歩く影たち』集英社文庫 2020

### 随筆・ノンフィクション
- 『過去と未来の国々 中国と東欧』岩波新書、1961　のち同時代ライブラリー、光文社文庫
- 『声の狩人』岩波新書、1962　のち同時代ライブラリー、光文社文庫
- 『日本人の遊び場』朝日新聞社、1963　のち集英社文庫、光文社文庫
- 『ずばり東京』朝日新聞社、1964　のち文春文庫、光文社文庫
- 『ベトナム戦記』写真秋元啓一、朝日新聞社、1965、朝日文庫 1990 新版2022（『週刊朝日』1964年1月1日号-3月5日号連載）
- 『饒舌の思想』講談社、1966、ちくま文庫 2009
- 『私の釣魚大全』文藝春秋、1969　のち文庫
- 『紙の中の戦争』文藝春秋、1972　のち同時代ライブラリー
- 『サイゴンの十字架』文藝春秋、1973　のち光文社文庫
- 『眼ある花々』中央公論社、1974　のち中公文庫、「眼ある花々/開口一番」光文社文庫
- 『開口一番 ユーモアエッセイ集』番町書房、1974  のち新潮文庫・改版
- 『白いページ』潮出版社（1・2）、1975、新版・全1巻　のち角川文庫、角川書店、光文社文庫
- 『開口閉口』毎日新聞社（1・2）、1976-77　のち新潮文庫・全1巻・改版
- 『自選「作家の旅」開高健』山と渓谷社、1977
- 『最後の晩餐』文藝春秋、1979　のち文庫、光文社文庫
- 『食後の花束 現代の随想』日本書籍 1979　のち角川文庫
- 『白昼の白想 エッセイ 1967-78』文藝春秋 1979（12年間の未刊エッセイ130編）
- 『地球はグラスのふちを回る』新潮文庫 1981・改版
- 『食卓は笑う』新潮社 1982　のち文庫
- 『あぁ。二十五年 1958-1983』潮出版社 1983、のち光文社文庫
- 『舞台のない台詞 気ままな断片383』文化出版局 1983　のち新潮文庫、語句集[注 1]
- 『風に訊け ライフスタイル・アドバイス』 集英社（1・2）1984-85　のち文庫。人生相談集
- 『生物としての静物』集英社 1984 のち文庫、河出書房新社 2022
- 『今夜も眠れない 名著ゼミナール』角川書店 1985
- 『さまざまな邂逅』大和出版 1986。アンソロジー・エッセイ
- 『知的経験のすすめ 何でも逆説にして考えよ』青春出版社 1987　のち文庫・新版。人生相談集

没後刊、新編再刊
- 『知的な痴的な教養講座』集英社 1990 のち文庫
- 『小説家のメニュー』TBSブリタニカ 1990　のち中公文庫・改版2003
- 『シブイ』TBSブリタニカ 1990
- 『ピカソはほんまに天才か 文学・映画・絵画』中公文庫 1991
- 『衣食足りて文学は忘れられた!? 文学論』中公文庫 1991、『開高健の文学論』中公文庫 2010
- 『冒険者と書斎』角川春樹事務所・ランティエ叢書 1997
- 『開高健 眼を見開け、耳を立てろ、そして、もっと言葉に…』「人生のエッセイ3」日本図書センター 2000
- 『巷の美食家』角川春樹事務所・ハルキ文庫 2005 新版2017
- 『食の王様』角川春樹事務所・ハルキ文庫 2006 新版2017
- 『開高健ベスト・エッセイ』ちくま文庫 2018。小玉武編
- 『葡萄酒色の夜明け　続 開高健ベスト・エッセイ』ちくま文庫 2019。小玉武編
- 『開高健のパリ』集英社 2019
- 『魚の水（ニョクマム）はおいしい　食と酒エッセイ傑作選』河出文庫 2020
- 『瓶のなかの旅 酒と煙草エッセイ傑作選』河出文庫 2021
- 『魚心あれば 釣りエッセイ傑作選』河出文庫 2022

「著作」集成
- 『言葉の落葉』冨山房（全4巻） 1979-82、「All my tomorrows」角川文庫（全4巻）1990
- 『オールウェイズ 単行本未収録全エッセイ』角川書店（上・下）1990、角川文庫（全4巻）1993。谷沢永一・浦西和彦編
- 『一言半句の戦場－もっと、書いた! もっと、しゃべった!』 集英社 2008。「単行本未収録作品集成」編集委員会編
副題：全集・単行本未収録エッセイ、コラム、インタビュー、対談・座談会・聞き書き他 1958～1989
- 『われらの獲物は、一滴の光り』ロングセラーズ 2009。谷沢永一・山野博史編
- 『ポ・ト・フをもう一度』ロングセラーズ 2012。山野博史編・単行本初収録エッセイ
- 『開高健の本棚』河出書房新社 2021。書斎ほか写真とエッセイ

### 図版本
- 『フィッシュ・オン』秋元啓一写真 朝日新聞社、1971、のち新潮文庫・改版
- 『オーパ!』高橋昇写真 集英社、1978、復刻2021、のち文庫。集英社（直筆原稿版）2010
- 『もっと遠く！ 南北両アメリカ大陸縦断記・北米篇』水村孝写真 朝日新聞社 1981　のち文春文庫（上下）
- 『もっと広く！ 南北両アメリカ大陸縦断記・南米篇』水村孝写真 朝日新聞社 1981　のち文春文庫（上下）
- 『海よ、巨大な怪物よ オーパ、オーパ!!アラスカ篇』高橋昇写真 集英社 1983
- 『開高健とC・W・ニコルの野性の呼び声』立木義浩撮影 集英社 1984　のち文庫
- 『扁舟にて オーパ、オーパ!!カリフォルニア・カナダ篇』高橋昇写真 集英社 1985　のち文庫
- 『王様と私 オーパ、オーパ!!アラスカ至上篇』高橋昇写真 集英社 1987　のち文庫
- 『宝石の歌 オーパ、オーパ!!コスタリカ篇スリランカ篇』高橋昇写真 集英社 1987　のち文庫
- 『国境の南 オーパ、オーパ!!モンゴル・中国篇』高橋昇写真 集英社 1989　のち文庫
- 『ゴルバン・ゴル 三つの河 開高健のモンゴル大紀行』高橋昇写真 角川書店 1992　のち朝日文庫
- 『開高健の博物誌』集英社新書 2001。奥本大三郎編・解題
- 『開高健がいた。』平凡社コロナ・ブックス 2003。同編集部編
- 『河は眠らない』青柳陽一写真 文藝春秋 2009

### 翻訳
- ロアルド・ダール『キス・キス』早川書房 1965、新版2005ほか
- 『今日は昨日の明日 ジョージ・オーウェルをめぐって』筑摩書房 1984
  - オーウェル『動物農場』を訳・収録。ちくま文庫 2013

### 対談集
- 『人とこの世界 対談集』河出書房新社 1970 のち中公文庫、ちくま文庫
- 『午後の愉しみ 開高健対談集』文藝春秋 1974
- 『開高健の前略対談』面白半分 1976
- 『悠々として急げ 対談集』日本交通公社 1977 のち角川文庫
- 『黄昏の一杯 対談集』潮出版社 1980 のち潮文庫
- 『対談 文人狼疾ス』江藤淳、文藝春秋 1981
- 『書斎のポ・ト・フ』 谷沢永一・向井敏、潮出版社 1981、のち潮文庫、ちくま文庫 2012
- 『開高健全対話集成1 ああ好食大論争』潮出版社 1982、のち潮文庫
- 『開高健全対話集成2 男と土曜日と水平線』潮出版社 1982、のち潮文庫
- 『開高健全対話集成3 釣り人語らず』潮出版社 1982、のち潮文庫
- 『言葉を、もっと言葉を!･･･　開高健文学対談集』冨山房 1982
- 『対談 美酒について 人はなぜ酒を語るか 吉行淳之介vs.開高健』サントリー 1982　のち新潮文庫・改版
- 『街に顔があった頃 浅草・銀座・新宿 吉行淳之介VS.開高健』TBSブリタニカ 1985　のち新潮文庫
- 『水の上を歩く? 酒場でジョーク十番勝負』島地勝彦 TBSブリタニカ 1989　のち集英社文庫、新版CCCメディアハウス 2015
- 『もっと笑いを!　開高健対談集』潮出版社 1990

### 著作集
- 『開高健全作品』小説（全9巻）/ エッセイ（全3巻）、新潮社、1973-74
- 『開高健集 新潮日本文学63』新潮社、1977
- 『開高健 新潮現代文学54』新潮社、1980
- 『開高健全ノンフィクション』全5巻、文藝春秋、1977
- 『開高健全対話集成』全8巻、潮出版社、1982-83
- 『人は、いざ･･･ 開高健全人物論集』全4巻、潮出版社、1983-84
- 『開高健全集』全22巻、新潮社、1991-93

### 編著・共編
- 『世界カタコト辞典』小田実 文藝春秋新社 1965、文春文庫 1979
- 『平和を呼ぶ声 ベトナム反戦・日本人の願い』鶴見俊輔・小田実共編 番町書房 1967
- 『反戦の論理 全国縦断日米反戦講演記録』鶴見俊輔・小田実共編 河出書房新社 1967
- 『新編人生の本10　自然への希求』文藝春秋 1972
- 『わが内と外なるヒトラー』佐々木基一共編 講談社 1974
- 『日本の名随筆4 釣』作品社 1982
- 『それでも飲まずにいられない』講談社 1984、講談社文庫 1985
- 幸田露伴 著、開高健 編『露伴の釣り』アテネ書房、1985年12月。ISBN 4871521060。
- 『弔辞大全』全2巻 青銅社 1982、新潮文庫 1986
- 『渓流道具づくし』山本素石共編 筑摩書房 1988
- 『渓流味づくし』山本素石共編 筑摩書房 1988
- 『渓流魚づくし』山本素石共編 筑摩書房 1988
- 『やってみなはれみとくんなはれ』山口瞳 新潮文庫 2003。私的サントリー社史

### 作詞
- アイ・ジョージ「人間らしくやりたいナ」（作曲：アイ・ジョージ, 1962）

## 伝記
- 『悠々として急げ 追悼開高健』（牧羊子編、筑摩書房, 1991）
- 谷沢永一『回想 開高健』[注 2]（新潮社, 1992、PHP文庫, 1999）
  - 『開高健の名言』（ロングセラーズ, 2009）- 語句解説、新書で新版刊
- 向井敏『開高健　青春の闇』（文藝春秋, 1992、文春文庫,  1999）
- 『開高健 新潮日本文学アルバム52』（新潮社, 2002）- 栗坪良樹・評伝 、立松和平・作家エッセイ
- 『総特集 開高健 KAWADE夢ムック』（河出書房新社, 2010、増補新版2015）
- 『大阪で生まれた開高健』（たる出版, 2011）。大阪での友人らによる人物エッセイ集
- 細川布久子『わたしの開高健』（創美社, 2011）。担当編集者の回想
- 坪松博之『壽屋コピーライター 開高健』（たる出版, 2014）。壮年期までの伝記
- 北康利『佐治敬三と開高健 最強のふたり』（講談社, 2015、講談社＋α文庫 全2巻, 2017）
- 小玉武『開高健 生きた、書いた、ぶつかった！』（筑摩書房, 2017、ちくま文庫, 2020）
- 吉岡栄一『開高健の文学世界 交錯するオーウェルの影』（アルファベータブックス, 2017）

回想記、書誌ほか
- 菊谷匡祐『開高健のいる風景』（集英社, 2002）
- 菊谷匡祐『開高健が喰った』（実業之日本社, 2005）
- 高橋昇写真『開高健の旅、神とともに行け』（集英社, 1990）
- 高橋昇写真・文『男、が、いた。開高健』（小学館, 2004）
- 高橋昇『旅人 開高健』（つり人社, 2005）
- 高橋昇『開高健 夢駆ける草原』（つり人社, 2006）。続編
- 谷口博之『開高健先生と、オーパ！旅の特別料理』（集英社, 1991、集英社文庫, 1995）
- 滝田誠一郎『長靴を履いた開高健』（小学館ラピタ・ブックス, 2006、朝日文庫, 2010）
- 菊池治男『開高健とオーパ！を歩く』（河出書房新社, 2012、増補版2021）
- 菊池治男『開高健は何をどう読み血肉としたか』（河出書房新社, 2020）
- 仲間秀典『開高健の憂鬱』（文芸社, 2004）。医師の目から見た開高健、病跡学アプローチ

- 『コレクシオン 開高健』谷沢永一・向井敏・浦西和彦編（潮出版社, 1982）
- 『近代文学書誌大系1 開高健書誌』浦西和彦編（和泉書院, 1990）

## 映画化作品
- 『巨人と玩具』大映、1958年、増村保造監督、川口浩
- 『証人の椅子』大映、1965年、山本薩夫監督、奈良岡朋子（原作『片隅の迷路』）

## CM
- オリムピック釣具（1977年。ACC CMフェスティバル 第17回テレビフィルムCM部門秀作賞）
- サントリーローヤル
- サントリーオールド
  - 「顔」篇 （1979年）
  - 「ニューヨーク」篇 (1980年)

## その他

### ドキュメンタリー
- NHK特集「井伏鱒二の世界〜“荻窪風土記”から〜」（1983年10月14日、NHK）[26]

## 関連人物
- 山口瞳 - 『文學界』編集部の山本博章に開高健への紹介状を書いてもらい壽屋に入社し、『洋酒天国』編集などを手がけた[27]。
- 柳原良平 - イラストレーター。寿屋宣伝部時代は同僚。（アンクルトリスが有名）
- 日野啓三 - 開高と同時期に読売新聞特派員としてサイゴンに駐在。のちに当時の体験を元にした「向う側」で作家デビュー。
- 井伏鱒二 - 文壇、趣味である釣りの両面、公私にわたって親睦。
- 佐治敬三 - サントリー社長（のち会長）。公私にわたって親睦。
- 小松左京 - SF作家。開高の「日本三文オペラ」と小松の「日本アパッチ族」がともに、大阪砲兵工廠跡地で鉄屑窃盗を行いアパッチ族と称された人々を登場人物にしていたことがきっかけで知合い意気投合して親友に。互いの作品をリスペクトし合っていた。
- 山崎正和 - 劇作家。サントリー文化財団創立に尽力。
- 長谷川龍生 - 詩人。開高・牧・道子と、公私にわたって親睦。
- 富士正晴 - 作家。主宰同人誌「VIKING」に開高は一時期参加。
- 秋元啓一 - カメラマン。ベトナム戦争の取材に同行、後に釣行をともにし、公私にわたって親睦。
- 近藤紘一 - ベトナム取材を多く行ったジャーナリスト、のち作家。
- 菊谷匡祐 - 翻訳家・文筆家。作家生活の初期から公私にわたって親睦。
- 坂根進 - サン・アド（広告代理店。サントリーのハウスエージェンシー的存在）社長。寿屋宣伝部時代は同僚。
- 坂本忠雄 - 文芸誌「新潮」編集長。元開高健記念会会長。
- 島地勝彦 - 「風に訊け」連載当時の週刊プレイボーイ編集長。公私にわたって親睦。
- C・W・ニコル - 作家・ナチュラリスト、公私にわたる開高の親友の一人。
- 常見忠 - 元野球選手・釣り師。「奥只見の魚を育てる会」事務局長（のち代表）。公私にわたる開高の親友の一人。
- 開高明日香 - はとこ（彼女からみて大叔父）[28]。関西で活動しているタレント。